# Hidrija (posoda)
Hidrija (starogrško ὑδρία, latinizirano: hydria) je vrsta posode za prenašanje vode v keramiki in kovini antične Grčije. Ima tri ročaje. Dva horizontalna ročaja na obeh straneh trupa so uporabljali za dviganje in prenašanje posode. Tretji ročaj, navpičen, ki je v središču drugih dveh ročajev, so uporabljali za nalivanje. Če tretji ročaj manjka, se posoda imenuje kalpis. Našli so jo v rdečefiguralni in črnofiguralni tehniki. Pogosto so upodobljeni prizori iz grške mitologije, ki kažejo moralne in socialne obveznosti. 
Hidrije so uporabljali tudi za shranjevanje pepela v grobovih in zbiranje glasovnic na volitvah. 
V 5. stoletju pr. n. št. so grški obrtniki ustvarjali tudi hidrije iz brona. Nekatere so bile bogato okrašene s podrobnimi figurami. Eno iz 6. stoletja hranijo v Zgodovinskem muzeju v Bernu.  Take posode so znane tudi iz minojskega obdobja.
Regina vasorum ('Kraljica vaz') je znana hidrija iz poznega 4. stoletja pred našim štetjem, ki jo hranijo v Ermitažu. Najdena je bila v Italiji.